# Pingalá
En el hinduismo, Pingalá (en sánscrito: पिङ्गल, AITS: piṅgalā nāḍī), también llamado pingalá nadi, yamuna o surya nadi, es un término sánscrito para designar al nadi o canal solar, masculino y a la derecha del sushumná nadi. Es uno de los tres canales energéticos principales que unen el chakra muladhara y que en línea recta llegan hasta el chakra ajna recogiendo la energía que pasa a través de los otros cuatro chakras principales. Los tres nadis —idá, pingalá y sushumná— se juntan en el punto llamado mukti triveni, que corresponde a la ubicación del chakra ajna.
El pingalá nadi se asocia con la fosa nasal derecha. En su recorrido circula energía solar y por lo tanto se llama surya nadi ('canal solar'). Su función es quemar. De acuerdo a algunos estudiosos, corresponde al sistema nervioso simpático, que libera adrenalina para estimular los músculos superficiales. Por lo anterior, se dice que el canal energiza, calienta y extrovierte.

## En las escrituras
El pingalá nadi es descrito en el Darśana Upaniṣad en el capítulo VI shloka (verso) 13 en donde se indica que el canal solar nace en el chakra muladhara a la derecha del sushumná nadi y asciende en espiral atravesando los otros cuatro centros de energía (svadhishthana, manipura, anahata, vishuddha) en la columna vertebral hasta llegar a la raíz de la fosa nasal derecha.

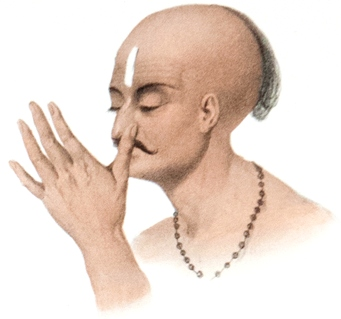
En la técnica de nāḍī śodhana, en posición de padmasana se inhala (pūraka) por una fosa nasal para luego exhalar por la otra fosa nasal (recaka), limpiando así los nadis.

En el Haṭha Yoga Pradīpikā el canal se asocia a la noche (cap. IV s. 42), al río Yamuna (II. 111) y que es posible detener el flujo de la energía a través de la práctica de mudras y pranayama como jālandhara bandha (III. 26) y śāmbhāvimudrā (IV. 41). Asimismo, se menciona que es posible purificar el nadi a partir de la práctica de nāḍī śodhana prāṇāyāma (II. 4-10).
En el Ṣaṭ Cakra Nirūpaṇa, libro del siglo XVI escrito por Pūrņānanda, es mencionado en el shloka 1 como la corriente (nāḍī) del Sol ubicada a la derecha de la columna vertebral. En el shloka 37 se hace referencia a la unión de los tres nadis en el chakra ajna en el punto denominado mukta-triveni.
En el Shiva-samjita escrito en el siglo XVIII, el capítulo II shloka 12 describe que el canal pingalá es una forma del Sol y es el dador del nirvana ya que el Señor de la creación y la destrucción (el sol) se mueve en este nadi a través de auspiciosos signos eclípticos. En el capítulo V shloka 100 se indica que pingalá y idá se asocian respectivamente a los ríos Varana (actual Varuṇā) y Asi (río Assi, ahora un arroyo cerca de Assi Ghat), y juntis conforman el sushumná o Varanasi (la ciudad sagrada de Shiva, actual Benarés).

## Mukti triveni
Los tres nadis —idá, pingalá y sushumná— se juntan en el punto llamado Mukti triveni (mukta-triveni), que corresponde a la ubicación del chakra ajna. Mukti (en sánscrito: मुक्ति) significa 'liberación'.
Esa confluencia de los tres canales en Mukti triveni en el cuerpo corresponde a la confluencia de los ríos Gánges (femenino, lunar, asociado a idá), Yamuna (masculino, solar, asociado a pingalá) y Sarasvati (ahora mitológico) en Allahabad (ahora Prayagraj). A esta confluencia geográfica de los tres ríos se la llama Triveni Sangam, el lugar más sagrado y lugar de peregrinación de la ciudad de Allahabad.

## Otros nombres
- Pingalá, surya nadi, yamuna, prana sakti
- En el Haṭha Ratnāvalī:  dumbhini, surya, yamina, aksara, kalagni, rudri, candi[7]